# Doride (Anatolie)
Pour les articles homonymes, voir Doride.
La Doride (Δωρίς / Dôris) est une région antique située au sud-ouest de la Carie en incluant Rhodes. Elle est ainsi nommée parce que des Doriens s'y sont installés à partir du XIe siècle av. J.-C. Six cités de Doride ont formé l'hexapole dorienne à l'époque archaïque. 
Cette région ne doit pas être confondue avec la Doride de Grèce.